# SN 2007ha
SN 2007ha – supernowa typu Ia odkryta 20 sierpnia 2007 roku w galaktyce A004601-2314. W momencie odkrycia miała maksymalną jasność 19,80m.